# Бабол
Бабол (на персийски: بابل) е град в Иран, провинция Мазандаран. При преброяването от 2012 г. има 219 467 жители.
Намира се в северната част на Иран, между северните склонове на планината Алборз и южното крайбрежие на Каспийско море. Той е главен център на региона. Валежите в града са обилни. Бабол е известен със своите портокалови градини, заради което е наречен „градът на портокалов цвят“.
Основан е през 16 век и е построен на мястото на древния град Мамтир.

## География
Градът се намира на около 20 километра южно от Каспийско море и на западния бряг на река Баболруд. Граничи с Баболсар и Ферейдункенар на север, Кемшер и Савад Кух Шомали на изток, Савад Кух на югоизток, Фирузкух на юг и Амол на запад.

### Климат
Климатът е от горещ средиземноморски тип.
| Бабол                              | Бабол | Бабол | Бабол | Бабол | Бабол | Бабол | Бабол | Бабол | Бабол | Бабол | Бабол | Бабол | Бабол   |
| Месеци                             | яну.  | фев.  | март  | апр.  | май   | юни   | юли   | авг.  | сеп.  | окт.  | ное.  | дек.  | Годишно |
| Средни максимални температури (°C) | 12,9  | 12,7  | 13,3  | 16,9  | 24,3  | 28,8  | 29,5  | 30,4  | 26,8  | 23,5  | 19    | 15,4  |         |
| Средни температури (°C)            | 8,6   | 8,5   | 9,4   | 13,1  | 20,2  | 23,5  | 25,4  | 26    | 22,4  | 18,9  | 14,1  | 10,5  |         |
| Средни минимални температури (°C)  | 4,4   | 4,4   | 5,5   | 9,3   | 16,1  | 18,2  | 21,3  | 21,7  | 18,1  | 14,4  | 9,2   | 5,7   |         |
| Средни месечни валежи (mm)         | 86    | 69    | 72    | 53    | 25    | 25    | 27    | 34    | 79    | 96    | 99    | 110   |         |
| ---------------------------------- | ----- | ----- | ----- | ----- | ----- | ----- | ----- | ----- | ----- | ----- | ----- | ----- | ------- |
|                                    |       |       |       |       |       |       |       |       |       |       |       |       |         |

## Забележителности
В града са разположени руините на двореца на Шах Абас I Велики. Една от най-древните постройки в провинция Мазандаран е мостът Мохамед Хасан Хан на главния път от Бабол до Амол. Той е построен от владетеля Мохамед Хасан Хан Каджар, прародител на Ага Мохамед Хан Каджар. Паркът Бабол Ноширвани е най-големият парк, а територията му се разпростира почти до Каспийско море. Бабол е дом на важни и непокътнати гори. Шиадех е уникалната и непокътната гора, намираща се в южната част на града. Шиадех е името и на селски район близо до гората.

## Икономика
Търговията е гръбнакът на икономиката на града, тъй като той е най-големият търговски център за провинция Мазандаран. Отчасти това се дължи на местоположението му, а също така и на големите села около града, които правят областта най-населена в провинцията. Бабол произвежда храни, текстил и други стоки. Земеделската продукция включва портокали, лимони и мандарини. Около града има много оризища. Допреди около 20 години тук са обработвани чай, тютюн и памук.

## Транспорт

### Автомобилен транспорт
Почти 100% от превоза на града е с автомобили, автобуси и други пътни превозни средства. По този начин Бабол е силно зависим от регионалната пътна мрежа, която свързва града с Баболсар на 10 км северно, Амол на 30 км западно и Кемшер на 15 км източно. Това са всички нови големи магистрали.

### Въздушен и железопътен транспорт
Бабол има летище на 55 км и ЖП гара на 15 км.

### Воден транспорт
Пристанищата на Ферейдункенар и Баболсар са разположени на южния бряг на Каспийско море с връзка към други каспийски пристанища.

## Колежи и университети
Като най-голям търговски център Бабол има голям брой университети и колежи:
- Баболски университет на медицинските науки
- Бабол Ноширвани технологичен университет
- Мазандарански университет за наука и технологии
- Педагогически университет – учебен център мъченик Раджай Бабол
- Университет за приложни науки
- Мазандарански технологичен институт
- Институт Рахеданеш за висше образование
- Институт Табари за висше образование
- Арийски институт за наука и технологии
- Професионален колеж на Сама
- Професионален колеж на Азахра

## Спорт
Бабол е дом на баскетболния отбор от иранската суперлига БЕЕМ Мазандаран, който играе на Шахид Соджоди арена.